# Abas, filho de Linceu
Abas ou Abante foi uma figura da mitologia grega e o 12° rei de Argos que subiu ao trono em 1383 a.C. Era filho de Hipermnestra, a última das Danaides, e Linceu. Segundo a lenda, teria sido ele a fundar cidade de Abas, na Fócida, na região central da actual Grécia.
Casou com Aglaia, filha de Mantineu, e teve dois filhos, Acrísio e Preto, gêmeos rivais que viriam a repetir a saga dos seus antepassados Egito e Dánao. Teve ainda uma filha, Idómene, que se casou com Amitáon; bem como um filho ilegítimo, Lirco, que teria sido o fundador de Lirceia, no Peloponeso.
Diz-se que era um guerreiro tão temido que os inimigos da sua casa real ficavam apavorados, mesmo depois da sua morte, apenas ao verem o seu escudo. Foi antepassado de Perseu.
Ele foi o sucessor, em Argos, de Linceu, reinou por 23 anos e foi sucedido em 1360 a.C., segundo Jerônimo de Estridão, por Preto.
Pelos cálculos de Jerônimo, durante seu reinado:
- No segundo ano, Frixo e Hele fugiram da Grécia para a Ásia
- No nono ano, Seto se tornou faraó, o primeiro da décima nona dinastia do Egito
- No nono ano, Cadmo foi expulso de Tebas, e Anfião e Zeto passaram a reinar
- No décimo ano, ocorrem os eventos da lenda de Procne e Filomela
- No décimo-quarto ano, ocorreu a guerra de Eumolpo
- No décimo-sétimo ano, o vidente Melampo se tornou conhecido
- No décimo-nono ano, Tros iniciou seu reinado na Dardânia
- No vigésimo-segundo ano, em Delfos, a profetisa Femonoé foi a primeira a cantar o futuro em versos hexâmetros